# Пекінський говір
Пекі́нський го́вір (кит. трад. 北京話, спр. 北京话, піньїнь Běijīng huà) — діалект, яким розмовляють мешканці Пекіну та столичного району КНР.
Належить до північно-східної групи говорів північного наріччя китайської мови. Стандарт для китайської розмовної мови путунхуа в КНР, Республіці Китай та Сингапурі.
Поширений на північному заході Пекіну, в районі міста Ченде провінції Хебей, а також на півіночі Сіньцзян-Уйгурського автономного району КНР. Зазнав впливу мов північних кочовиків, насамперед маньчжурів. Відрізняється від міської говірки пекінців.
Кількість мовців на 1988 рік становила близько 18 мільйонів осіб.